# Clorapatita
La clorapatita és un mineral de la classe dels fosfats que pertany al grup de l'apatita. És considerat el mineral anàleg de l'hidroxilapatita (on en lloc de clor s'hi troben grups OH) i la fluorapatita (on en lloc de clor s'hi troba fluor). També és anàleg de la turneaureita, on en lloc de fòsfor s'hi troba arsènic.
El mineral va ser anomenat el 1860 per Karl Friedrich August Rammelsberg; el seu nom precedeix del grec απατείν (enganyar o enganyosa) perquè es confonia fàcilment amb altres minerals com el beril o la milarita.
La seva localitat tipus és a Kragerø, Telemark, Noruega.
Segons la classificació de Nickel-Strunz la clorapatita pertany a «08.BN - Fosfats, etc. amb anions addicionals, sense H₂O, només amb cations de mida gran, (OH, etc.):RO₄ = 0,33:1» juntament amb els següents minerals: aradita, magganasita, fluorpiromorfita, fluorsigaiïta, fluoralforsita, alforsita, belovita-(Ce), mimetita-M, johnbaumita-M, fluorapatita, hedifana, hidroxilapatita, johnbaumita, mimetita, morelandita, piromorfita, fluorstrofita, svabita, turneaureïta, vanadinita, belovita-(La), deloneïta, fluorcafita, kuannersuïta-(Ce), hidroxilapatita-M, fosfohedifana, hidroxilpiromorfita, estronadelfita, fluorfosfohedifana, carlgieseckeïta-(Nd), vanackerita, miyahisaïta, pieczkaïta, hidroxilhedifana, pliniusita, parafiniukita, arctita, krügerita i goryainovita.

## Context geològic
Normalment forma cristalls hexagonals de color blanc presents en vetes encaixades en gabres o també en meteorits. Es pot trobar associat a albita, calcita, ilmenita, rútil i/o titanita.
Als territoris de parla catalana només ha estat descrita al meteorit de Nulles, una condrita ordinària recollida en aquest municipi de la comarca de l'Alt Camp l'any 1851.